# Tbilissi Grand Slam 2023
Navigation
Édition précédente
Le Tbilissi Grand Slam 2023 se déroule du 24 au 26 mars 2023 à la Tbilissi Arena en Géorgie.

## Organisation

### Lieu de la compétition
Le Tbilissi Grand Slam 2023 se déroule à la Tbilissi Arena en Géorgie.

## Participants

### Nations participantes
| Afrique                          | Amériques | Asie | Europe | Océanie         |
| -------------------------------- | --- | --- | --- | --------------- |
| - Guinée (2) - Guinée-Bissau (1) | - Bahamas (1) - Brésil (17) - Canada (6) - Chili (3) - Colombie (1) - Cuba (5) - Haïti (1) - République dominicaine (3) | - Bahreïn (3) - Inde (6) - Israël (11) - Japon (1) - Kazakhstan (24) - Kirghizistan (7) - Liban (1) - Mongolie (16) | - Allemagne (21) - Arménie (2) - Autriche (4) - Azerbaïdjan (13) - Belgique (2) - Bulgarie (2) - Chypre (6) - Croatie (6) - Danemark (1) - Estonie (3) - France (20) - Géorgie (40) - Grande-Bretagne (11) - Grèce (6) - Irlande (3) - Italie (19) - Kosovo (6) - Lettonie (3) - Lituanie (3) - Pays-Bas (6) - Tchéquie (5) | - Australie (5) |

## Médaillés

### Hommes
| Épreuves        | Or                       | Argent                    | Bronze                    |
| --------------- | ------------------------ | ------------------------- | ------------------------- |
| Hommes          |                          |                           |                           |
| Moins de 60 kg  | Turan Bayramov           | Giorgi Sardalashvili      | Magzhan Shamshadin        |
| Moins de 60 kg  | Turan Bayramov           | Giorgi Sardalashvili      | Artem Lesiuk              |
| Moins de 66 kg  | Kubanychbek Aibek Uulu   | Yondonperenlei Basjuu     | Bogdan Iadov              |
| Moins de 66 kg  | Kubanychbek Aibek Uulu   | Yondonperenlei Basjuu     | Matteo Piras              |
| Moins de 73 kg  | Batzayaagiin Erdenebayar | Obidkhon Nomonov          | Lasha Shavdatuashvili     |
| Moins de 73 kg  | Batzayaagiin Erdenebayar | Obidkhon Nomonov          | Salvador Cases            |
| Moins de 81 kg  | Wachid Borchashvili      | Abylaikhan Zhubanazar     | Timo Cavelius             |
| Moins de 81 kg  | Wachid Borchashvili      | Abylaikhan Zhubanazar     | Victor Sterpu             |
| Moins de 90 kg  | Lasha Bekauri            | Luka Maisuradze           | Goki Tajima               |
| Moins de 90 kg  | Lasha Bekauri            | Luka Maisuradze           | Iván Felipe Silva         |
| Moins de 100 kg | Ilia Sulamanidze         | Batkhuyagiin Gonchigsüren | Shady El Nahas            |
| Moins de 100 kg | Ilia Sulamanidze         | Batkhuyagiin Gonchigsüren | Rafael Buzacarini         |
| Plus de 100 kg  | Gela Zaalishvili         | Münir Ertuğ               | Andy Granda               |
| Plus de 100 kg  | Gela Zaalishvili         | Münir Ertuğ               | Shokhrukhkhon Bakhtiyorov |

### Femmes
| Épreuves       | Or                 | Argent            | Bronze                   |
| -------------- | ------------------ | ----------------- | ------------------------ |
| Femmes         |                    |                   |                          |
| Moins de 48 kg | Milica Nikolić     | Andrea Stojadinov | Ganbaataryn Narantsetseg |
| Moins de 48 kg | Milica Nikolić     | Andrea Stojadinov | Abiba Abuzhakynova       |
| Moins de 52 kg | Diyora Keldiyorova | Distria Krasniqi  | Gultaj Mammadaliyeva     |
| Moins de 52 kg | Diyora Keldiyorova | Distria Krasniqi  | Mascha Ballhaus          |
| Moins de 57 kg | Marica Perišić     | Nora Gjakova      | Veronica Toniolo         |
| Moins de 57 kg | Marica Perišić     | Nora Gjakova      | Jessica Klimkait         |
| Moins de 63 kg | Lucy Renshall      | Laura Fazliu      | Katharina Haecker        |
| Moins de 63 kg | Lucy Renshall      | Laura Fazliu      | Angelika Szymańska       |
| Moins de 70 kg | Elisavet Teltsidou | Sanne van Dijke   | Giovanna Scoccimarro     |
| Moins de 70 kg | Elisavet Teltsidou | Sanne van Dijke   | Martina Esposito         |
| Moins de 78 kg | Anna-Maria Wagner  | Alice Bellandi    | Inbar Lanir              |
| Moins de 78 kg | Anna-Maria Wagner  | Alice Bellandi    | Yuliia Kurchenko         |
| Plus de 78 kg  | Raz Hershko        | Su Xin            | Xu Shiyan                |
| Plus de 78 kg  | Raz Hershko        | Su Xin            | Karen Stevenson          |